# عبد الرحمن بن الحسين شايم
عبد الرحمن بن الحسين بن مهدي بن شائم المؤيدي (1358هـ - 1434) هو عالم دين يمني من علماء الزيدية ومراجعها له العديد من المؤلفات. ولد في 25 رجب 1358هـ بهجرة فله بصعدة وتوفي في شهر رمضان سنة 1434هجرية.